# Коле-Босі
Коле-Босі (фр. Collex-Bossy) — громада  в Швейцарії в кантоні Женева.

## Географія
Громада розташована на відстані близько 130 км на південний захід від Берна, 10 км на північ від Женеви.
Коле-Босі має площу 6,9 км², з яких на 10,2% дозволяється будівництво (житлове та будівництво доріг), 64,4% використовуються в сільськогосподарських цілях, 24,9% зайнято лісами, 0,4% не є продуктивними (річки, льодовики або гори).

## Демографія
2019 року в громаді мешкало 1709 осіб (+4,4% порівняно з 2010 роком), іноземців було 32,2%. Густота населення становила 248 осіб/км².
За віковим діапазоном населення розподілялося таким чином: 25,7% — особи молодші 20 років, 59,6% — особи у віці 20—64 років, 14,7% — особи у віці 65 років та старші. Було 575 помешкань (у середньому 2,9 особи в помешканні).
Із загальної кількості 208 працюючих 38 було зайнятих в первинному секторі, 31 — в обробній промисловості, 139 — в галузі послуг.